# Reprezentacja Estonii na Mistrzostwach Świata w Wioślarstwie 2009
Reprezentacja Estonii na Mistrzostwach Świata w Wioślarstwie 2009 liczyła 8 sportowców. Najlepszym wynikiem było 3. miejsce w dwójce podwójnej mężczyzn.

## Medale

### Złote medale
Brak

### Srebrne medale
Brak

### Brązowe medale
dwójka podwójna (M2x): Allar Raja, Kaspar Taimsoo

## Wyniki

### Konkurencje mężczyzn
- jedynka (M1x): Jüri Jaanson – brak
- dwójka podwójna (M2x): Allar Raja, Kaspar Taimsoo – 3. miejsce
- czwórka podwójna (M4x): Igor Kuzmin, Vladimir Latin, Tõnu Endrekson, Andrei Jämsä – 10. miejsce

### Konkurencje kobiet
- jedynka (W1x): Kaisa Pajusalu – 11. miejsce